# Liste von Jugendspielern von Werder Bremen
Die Liste von Jugendspielern von Werder Bremen umfasst Fußballspieler, die seit der Vereinsgründung 1899 Mitglied in den Jugendmannschaften von Werder Bremen waren.

## Spieler
- Name: Nennt den Namen des Spielers.
- Nationalität: Nennt die Nationalität unter der der Spieler bspw. bei der FIFA geführt wird. (bei zwischenzeitlichen Nationenwechseln/Verbandswechseln immer die letzte angeben!)
- Position: Nennt die Position des Spielers, die er vorrangig gespielt hat ohne Spezialisierungen wie Innen-, Außen- etc., da diese vor allem im Jugendbereich öfters wechseln.
- Altersklassen: Nennt die Altersklassen, in denen der Spieler im Verein angehört hat sowie die zugehörigen Zeiträume sofern bekannt.
- Erreichte Titel: Nennt eventuelle gewonnene Jugendtitel wie Meisterschaften, Pokalsiege, Youth League etc.
- Wechsel zu: Nennt die erste Station nach dem Verlassen des Nachwuchsbereiches des Vereins.

Hinweis: Aufgenommen werden nur Spieler, die durch ihre spätere Laufbahn unsere Relevanzkriterien erfüllen. Sortiert sind die Spieler standardmäßig alphabetisch. U23-Spieler (z. B. 2. Mannschaft) werden nicht aufgenommen, da diese Ebene nicht offiziell als Jugendmannschaft zählt.
| Spieler                 | Nationalität            | Position          | Altersklassen                                                                         | Erreichte Titel                                         | Wechsel zu                 |
| ----------------------- | ----------------------- | ----------------- | ------------------------------------------------------------------------------------- | ------------------------------------------------------- | -------------------------- |
| Kai Achilles            | Deutschland             | Abwehrspieler     | 07/1991–07/1992: U17 07/1992–07/1994: U19                                             |                                                         | Werder Bremen II           |
| Tobias Ahrens           | Deutschland             | Stürmer           | 07/2004–07/2008: Jugend 07/2008–07/2010: U17                                          |                                                         | VfB Oldenburg U19          |
| Christos Albanis        | Griechenland            | Stürmer           | –07/2011: U17 07/2011–07/2013: U19                                                    |                                                         | Eintracht Frankfurt II     |
| Erhan Albayrak          | Türkei                  | Mittelfeldspieler | 07/1993–07/1995: U19                                                                  |                                                         | Werder Bremen              |
| Madjid Albry            | Niger                   | Stürmer           | 07/2007–07/2009: U19                                                                  |                                                         | Werder Bremen II           |
| Kevin Artmann           | Deutschland             | Mittelfeldspieler | 1994–07/2000: Jugend 07/2000–07/2003: U17 07/2003–07/2005: U19                        |                                                         | Werder Bremen II           |
| Levent Ayçiçek          | Deutschland             | Mittelfeldspieler | 07/2008–07/2009: Jugend 07/2009–07/2011: U17 07/2011–07/2012: U19                     |                                                         | Werder Bremen              |
| Selim Aydemir           | Türkei                  | Stürmer           | –07/2006: Jugend 07/2006–07/2007: U17                                                 |                                                         | Eintracht Braunschweig U19 |
| Onur Ayık               | Türkei                  | Mittelfeldspieler | 2004–2007/2005: Jugend 07/2005–07/2007: U17 07/2007–07/2009: U19                      | Meister A-Junioren-Bundesliga Staffel Nord/Nordost 2009 | Werder Bremen II           |
| Florent Aziri           | Deutschland             | Stürmer           | 07/200–07/2003: Jugend 07/2005–07/2007: U19                                           |                                                         | FC Oberneuland             |
| Heiner Backhaus         | Deutschland             | Mittelfeldspieler | 07/1998–07/1999: U17 07/1999–07/2000: U19                                             | Deutscher A-Junioren-Meister 1999                       | Rot-Weiss Essen            |
| Hans-Jürgen Bargfrede   | Deutschland             | Mittelfeldspieler | 1974–07/1977: U19                                                                     |                                                         | Werder Bremen II           |
| Philipp Bargfrede       | Deutschland             | Mittelfeldspieler | 07/2004–07/2006: U17 07/2006–07/2008: U19                                             |                                                         | Werder Bremen              |
| Mike Barten             | Deutschland             | Abwehrspieler     | 07/1988–07/1990: U17 07/1990–07/1992: U19                                             |                                                         | Werder Bremen II           |
| Tim Bauer               | Deutschland             | Abwehrspieler     | 07/2000–07/2002: U17 07/2002–07/2004: U19                                             |                                                         | Werder Bremen II           |
| Yannis Becker           | Deutschland             | Abwehrspieler     | 2003–2007/2006: Jugend 07/2006–07/2008: U17 07/2008–07/2010: U19                      |                                                         | Werder Bremen II           |
| Malte Beermann          | Deutschland             | Mittelfeldspieler | 2006–07/2008: Jugend 07/2008–07/2009: U17 07/2009–07/2011: U19                        |                                                         | Werder Bremen II           |
| Wolfgang Bordel         | Deutschland             | Abwehrspieler     | –07/1958: U19                                                                         |                                                         | Werder Bremen II           |
| Tim Borowski            | Deutschland             | Mittelfeldspieler | 07/1996–07/1997: U17 07/1997–07/1999: U19                                             | Deutscher A-Junioren-Meister 1999                       | Werder Bremen II           |
| Uwe Bracht              | Deutschland             | Mittelfeldspieler | 07/1970–07/1972: U19                                                                  |                                                         | Werder Bremen II           |
| Bernd Brexendorf        | Deutschland             | Mittelfeldspieler | 07/1973: U19                                                                          |                                                         | Werder Bremen              |
| Otis Breustedt          | Deutschland             | Abwehrspieler     | –07/2011: Jugend 07/2011–07/2012: U17 07/2012–07/2014: U19                            |                                                         | FC Rot-Weiß Erfurt U19     |
| Ralf Bulang             | Deutschland             | Mittelfeldspieler | 07/2007–07/2008: U17 07/2008–07/2010: U19                                             |                                                         | Werder Bremen II           |
| Lars Bünning            | Deutschland             | Abwehrspieler     | 07/2015–07/2017: U19                                                                  | Meister A-Junioren-Bundesliga Staffel Nord/Nordost 2016 | Werder Bremen II           |
| Fabian Burdenski        | Deutschland             | Mittelfeldspieler | 07/2008–07/2009: U18 07/2009–07/2010: U19                                             |                                                         | FC Oberneuland             |
| Marnon Busch            | Deutschland             | Abwehrspieler     | 07/2007–07/2009: Jugend 07/2009–07/2011: U17 07/2011–07/2012: U19                     |                                                         | Werder Bremen II           |
| Enis Bytyqi             | Kosovo                  | Stürmer           | 07/2014–07/2015: U19                                                                  |                                                         | Werder Bremen II           |
| Christoph Dabrowski     | Deutschland             | Mittelfeldspieler | 07/1995–07/1996: U19                                                                  |                                                         | Werder Bremen II           |
| Patrick Derdak          | Österreich              | Stürmer           | 07/2008–07/2009: U19                                                                  |                                                         | Werder Bremen II           |
| Kevin Deeromram         | Thailand                | Abwehrspieler     | 02/2015–06/2015: U19                                                                  |                                                         | Djurgårdens IF U21         |
| Dennis Diekmeier        | Deutschland             | Abwehrspieler     | 07/2003–07/2004: Jugend 07/2004–07/2006: U17 07/2006–07/2008: U19                     |                                                         | Werder Bremen II           |
| Abdullah Dogan          | Türkei                  | Stürmer           | 07/2012–07/2014: U17 07/2014–07/2016: U19                                             |                                                         | Werder Bremen II           |
| Bernd Düker             | Deutschland             | Torwart           | 07/2010–07/2011: U19                                                                  |                                                         | Werder Bremen II           |
| Philipp Eggersglüß      | Deutschland             | Abwehrspieler     | 07/2012–07/2013: U18 07/2013–07/2014: U19                                             |                                                         | Werder Bremen II           |
| Johannes Eggestein      | Deutschland             | Stürmer           | 07/2013–07/2015: U17 07/2015–07/2016: U19                                             |                                                         | Werder Bremen              |
| Maximilian Eggestein    | Deutschland             | Mittelfeldspieler | 07/2011–07/2013: U17 07/2013–07/2014: U19                                             |                                                         | Werder Bremen II           |
| Oualid El Hasni         | Tunesien                | Abwehrspieler     | 07/2009–07/2010: U17 07/2010–07/2011: U19                                             |                                                         | Vicenza Calcio U19         |
| Alparslan Erdem         | Türkei                  | Abwehrspieler     | 07/2003–07/2005: U17 07/2005–07/2007: U19                                             |                                                         | Werder Bremen II           |
| Dino Fazlic             | Bosnien und Herzegowina | Mittelfeldspieler | –12/2008: U17 01/2009–07/2010: U19                                                    |                                                         | Werder Bremen III          |
| Dimitrios Ferfelis      | Griechenland            | Stürmer           | 2007–07/2008: Jugend 07/2008–07/2010: U17 07/2010–07/2012: U19                        |                                                         | TuS Koblenz                |
| Lukas Fröde             | Deutschland             | Mittelfeldspieler | 07/2009–07/2010: Jugend 07/2010–07/2012: U17 07/2012–07/2013: U19                     |                                                         | Werder Bremen II           |
| Niclas Füllkrug         | Deutschland             | Stürmer           | 2006–07/2008: Jugend 07/2008–07/2010: U17 07/2010–07/2011: U19                        |                                                         | Werder Bremen II           |
| Hans-Georg Gerling      | Deutschland             | Torwart           | –07/1962: U19                                                                         |                                                         | Werder Bremen              |
| Andreas Granskov Hansen | Dänemark                | Stürmer           | 07/2006–07/2008: U19                                                                  |                                                         | Werder Bremen II           |
| Malte Grashoff          | Deutschland             | Mittelfeldspieler | 07/2009–07/2010: U18 07/2010–07/2011: U19                                             |                                                         | Werder Bremen II           |
| Florian Grillitsch      | Deutschland             | Mittelfeldspieler | 07/2013–07/2014: U19                                                                  |                                                         | Werder Bremen II           |
| Julian Grundt           | Deutschland             | Mittelfeldspieler | 07/2004–07/2007: U19                                                                  |                                                         | Werder Bremen II           |
| Alexander Hahn          | Deutschland             | Abwehrspieler     | 2007–07/2008: Jugend 07/2008–07/2010: U17 07/2010–07/2011: U19                        |                                                         | Werder Bremen II           |
| Klaus Hänel             | Deutschland             | Stürmer           | 07/1957–07/1958: U19                                                                  |                                                         | Werder Bremen II           |
| Maurice Hehne           | Deutschland             | Abwehrspieler     | 07/2013–07/2014: U17 07/2014–07/2016: U19                                             |                                                         | Werder Bremen II           |
| Alexander Hessel        | Deutschland             | Abwehrspieler     | 07/2005–07/2007: U19                                                                  |                                                         | Werder Bremen II           |
| Marcel Hilßner          | Deutschland             | Stürmer           | 07/2009–07/2010: Jugend 07/2010–07/2012: U17 07/2012–07/2013: U19                     |                                                         | Werder Bremen II           |
| Gerrit Holtmann         | Deutschland             | Mittelfeldspieler | 07/2010–07/2011: Jugend 07/2011–07/2012: U17 07/2012–07/2013: U19                     |                                                         | JFV Bremerhaven U19        |
| Aaron Hunt              | Deutschland             | Mittelfeldspieler | 07/2001–07/2003: U17 07/2003–07/2004: U19                                             |                                                         | Werder Bremen              |
| Oliver Hüsing           | Deutschland             | Abwehrspieler     | 07/2004–07/2009: Jugend 07/2009–07/2010: U17 07/2010–07/2012: U19                     |                                                         | Werder Bremen II           |
| Aljoscha Hyde           | Deutschland             | Abwehrspieler     | 07/2008–07/2009: U17 07/2009–07/2010: U18 07/2010–07/2011: U19                        |                                                         | Werder Bremen II           |
| Musa Karli              | Deutschland             | Mittelfeldspieler | 2001–07/2005: Jugend 07/2005–07/2007: U17 07/2007–07/2008: U19                        |                                                         | VfL Osnabrück U19          |
| Ole Käuper              | Deutschland             | Mittelfeldspieler | 07/2005–07/2012: Jugend 07/2012–07/2014: U17 07/2014–07/2015: U19                     |                                                         | Werder Bremen II           |
| Tobias Kempe            | Deutschland             | Mittelfeldspieler | 07/2006–07/2007: U18 07/2007–07/2008: U19                                             |                                                         | Werder Bremen II           |
| Kevin Krisch            | Deutschland             | Abwehrspieler     | 07/2007–07/2008: U17 07/2008–07/2010: U19                                             |                                                         | Werder Bremen II           |
| Jens D. Kristiansen     | Dänemark                | Mittelfeldspieler | 01/2006–06/2006: U19                                                                  |                                                         | Odense BK Jugend           |
| Melvin Krol             | Deutschland             | Stürmer           | 07/2015–07/2017: U19                                                                  |                                                         | Werder Bremen II           |
| Markus Krösche          | Deutschland             | Mittelfeldspieler | 07/1996–07/1999: U19                                                                  | Deutscher A-Junioren-Meister 1999                       | Werder Bremen II           |
| Max Kruse               | Deutschland             | Stürmer           | 07/2006–07/2007: U19                                                                  |                                                         | Werder Bremen              |
| Ahmet Kuru              | Türkei                  | Stürmer           | 07/1997–07/1998: U17 07/1998–07/2001: U19                                             | Deutscher A-Junioren-Meister 1999                       | Werder Bremen II           |
| Dirk Lellek             | Deutschland             | Libero            | –07/1983: U19                                                                         |                                                         | Werder Bremen              |
| Jens Lellek             | Deutschland             | Abwehrspieler     | 1974–07/1982: Jugend 07/1982–07/1984: U17 07/1984–07/1986: U19                        |                                                         | Werder Bremen II           |
| Michael Lercher         | Österreich              | Abwehrspieler     | 07/2012–07/2013: U17 07/2013–07/2015: U19                                             |                                                         | FC Wacker Innsbruck        |
| Max Lorenz              | Deutschland             | Mittelfeldspieler | –07/1960: U19                                                                         |                                                         | Werder Bremen              |
| Alexander Ludwig        | Deutschland             | Mittelfeldspieler | 07/2000–07/2001: U17 07/2001–07/2002: U19                                             |                                                         | Hertha BSC U19             |
| André Luge              | Deutschland             | Mittelfeldspieler | 07/2007–07/2008: U17 07/2008–07/2009: U19                                             | Meister A-Junioren-Bundesliga Staffel Nord/Nordost 2009 | FC Carl Zeiss Jena U19     |
| Maik Łukowicz           | Deutschland             | Stürmer           | 2001–07/2010: Jugend 07/2010–07/2012: U17 07/2012–07/2014: U19                        |                                                         | Werder Bremen II           |
| Alexander Malchow       | Deutschland             | Abwehrspieler     | 1976–07/1984: Jugend 07/1984–07/1986: U17 07/1986–07/1988: U19                        |                                                         | Werder Bremen II           |
| Lefteris Matsoukas      | Griechenland            | Stürmer           | 01/2009–07/2009: U19                                                                  |                                                         | Werder Bremen II           |
| Caspar Memering         | Deutschland             | Mittelfeldspieler | –07/1971: U19                                                                         |                                                         | Hamburger SV               |
| Damir Memišević         | Bosnien und Herzegowina | Abwehrspieler     | 07/2002–07/2003: U19                                                                  |                                                         | Werder Bremen II           |
| Rolf Meyer              | Deutschland             | Mittelfeldspieler | –07/1973: U19                                                                         |                                                         | Werder Bremen II           |
| Ulrich Meyer            | Deutschland             | Torwart           | –07/1974: U19                                                                         |                                                         | Werder Bremen II           |
| Sebastian Mielitz       | Deutschland             | Torwart           | 07/2005–07/2006: U17 07/2006–07/2008: U19                                             |                                                         | Werder Bremen              |
| Marcus Mlynikowski      | Deutschland             | Abwehrspieler     | 07/2010–07/2011: U19                                                                  |                                                         | Werder Bremen II           |
| Florian Nagel           | Deutschland             | Mittelfeldspieler | 2006–2007/2007: Jugend 07/2008–07/2009: U17 07/2009–07/2011: U19                      |                                                         | Werder Bremen II           |
| Mario Neunaber          | Deutschland             | Abwehrspieler     | 07/1995–07/1997: Jugend 07/1997–07/1999: U17 07/1999–07/2001: U19                     |                                                         | Werder Bremen II           |
| Werner Nickel           | Deutschland             | Stürmer           | –07/1969: U19                                                                         |                                                         | Werder Bremen II           |
| Axel Noruschat          | Deutschland             | Abwehrspieler     | 07/1979–07/1980: U19                                                                  | Bremer A-Jugend-Meister                                 | Werder Bremen II           |
| Alexander Nouri         | Deutschland             | Mittelfeldspieler | 07/1994–07/1996: U17 07/1996–07/1998: U19                                             |                                                         | Werder Bremen              |
| Eric Oelschlägel        | Deutschland             | Torwart           | 07/2012–07/2014: U19                                                                  |                                                         | Werder Bremen II           |
| Volker Ohling           | Deutschland             | Stürmer           | –12/1973: U19                                                                         |                                                         | Werder Bremen II           |
| Frank Ordenewitz        | Deutschland             | Stürmer           | 07/1981–07/1983: U19                                                                  |                                                         | Werder Bremen II           |
| Jonah Osabutey          | Ghana                   | Stürmer           | 01/2017–07/2017: U19                                                                  |                                                         | Werder Bremen II           |
| Sebastian Patzler       | Deutschland             | Torwart           | 07/2008–07/2009: U19                                                                  |                                                         | Werder Bremen II           |
| Matthias Plump          | Deutschland             | Abwehrspieler     | 07/1992–07/1994: U17 07/1994–07/1995: U19                                             |                                                         | Werder Bremen              |
| Jérôme Polenz           | Deutschland             | Abwehrspieler     | 07/2002–07/2005: U19                                                                  |                                                         | Werder Bremen II           |
| Torben Rehfeldt         | Deutschland             | Abwehrspieler     | 07/2011–07/2012: U19                                                                  |                                                         | Werder Bremen II           |
| Felix Robrecht          | Deutschland             | Mittelfeldspieler | 07/2009–07/2011: U17 07/2011–07/2012: U19                                             |                                                         | FC Rot-Weiß Erfurt U19     |
| Thiago Rockenbach       | Brasilien               | Mittelfeldspieler | 07/2002–07/2004: U19                                                                  |                                                         | Werder Bremen II           |
| Cimo Röcker             | Deutschland             | Abwehrspieler     | 01/2008–07/2009: Jugend 07/2009–07/2011: U17 07/2011–07/2012: U19                     |                                                         | Werder Bremen              |
| Simon Rolfes            | Deutschland             | Mittelfeldspieler | 07/1999–07/2000: U19                                                                  |                                                         | Werder Bremen II           |
| Stefan Ronneburg        | Deutschland             | Mittelfeldspieler | 07/2007–07/2008: U19                                                                  |                                                         | Werder Bremen II           |
| Olaf Rose               | Deutschland             | Libero            | –07/1986: U19                                                                         |                                                         | Werder Bremen II           |
| Murat Salar             | Türkei                  | Mittelfeldspieler | –07/1995: U19                                                                         |                                                         | Werder Bremen II           |
| Thomas Schaaf           | Deutschland             | Abwehrspieler     | 1995–07/1998: Jugend 07/1998–07/2000: U17 07/2000–07/2001: U19                        |                                                         | Werder Bremen II           |
| Felix Schiller          | Deutschland             | Abwehrspieler     | 07/2005–07/2008: U19                                                                  |                                                         | Werder Bremen II           |
| Kevin Schindler         | Deutschland             | Stürmer           | 1999–07/2003: Jugend 07/2003–07/2005: U17 07/2005–07/2006: U19                        |                                                         | Werder Bremen II           |
| Niklas Schmidt          | Deutschland             | Mittelfeldspieler | 07/2012–07/2013: Jugend 07/2013–07/2015: U17 07/2015–07/2016: U19                     |                                                         | Werder Bremen II           |
| Jonathan Schmude        | Deutschland             | Mittelfeldspieler | 2004–2007/2008: Jugend 07/2008–07/2009: U17 07/2009–07/2010: U18 07/2010–07/2011: U19 |                                                         | Werder Bremen II           |
| Clemens Schoppenhauer   | Deutschland             | Abwehrspieler     | 07/2005–07/2007: Jugend 07/2007–07/2009: U17 07/2009–07/2011: U19                     |                                                         | Werder Bremen II           |
| Christian Schulz        | Deutschland             | Abwehrspieler     | 1972–07/1974: Jugend 07/1974–07/1976: U17 07/1976–07/1978: U19                        |                                                         | Werder Bremen II           |
| Timo Schultz            | Deutschland             | Mittelfeldspieler | 07/1995–07/1996: U19                                                                  |                                                         | Werder Bremen II           |
| Tobias Schwede          | Deutschland             | Stürmer           | 07/2005–07/2010: Jugend 07/2010–07/2011: U17 07/2011–07/2013: U19                     |                                                         | Werder Bremen II           |
| Davie Selke             | Deutschland             | Stürmer           | 01/2013–07/2013: U19                                                                  |                                                         | Werder Bremen II           |
| Marco Stier             | Deutschland             | Stürmer           | 07/1999–07/2001: U17 07/2001–07/2002: U19                                             |                                                         | Werder Bremen              |
| Pascal Testroet         | Deutschland             | Stürmer           | 07/2008–07/2009: U19                                                                  |                                                         | Werder Bremen II           |
| Norman Theuerkauf       | Deutschland             | Mittelfeldspieler | 07/2003–07/2006: U19                                                                  |                                                         | Werder Bremen II           |
| Timmy Thiele            | Deutschland             | Stürmer           | 07/2009–07/2010: U19                                                                  |                                                         | Werder Bremen II           |
| Lennart Thy             | Deutschland             | Stürmer           | 07/2007–07/2009: U17 07/2009–07/2010: U19                                             |                                                         | Werder Bremen              |
| Razundara Tjikuzu       | Namibia                 | Mittelfeldspieler | 07/1995–07/1998: U19                                                                  |                                                         | Werder Bremen II           |
| Lars Toborg             | Deutschland             | Stürmer           | –07/1994: U19                                                                         |                                                         | SC Vahr-Blockdiek          |
| Thorsten Tönnies        | Deutschland             | Stürmer           | 07/2007–07/2008: U17 07/2008–07/2010: U19                                             |                                                         | Werder Bremen II           |
| Florian Trinks          | Deutschland             | Mittelfeldspieler | 07/2006–07/2007: Jugend 07/2007–07/2009: U17 07/2009–07/2010: U19                     |                                                         | Werder Bremen              |
| Deniz Undav             | Deutschland             | Stürmer           | –07/2012: Jugend                                                                      |                                                         | SC Weyhe U17               |
| Lars Unger              | Deutschland             | Abwehrspieler     | 07/1989–07/1991: U19                                                                  |                                                         | Werder Bremen              |
| Jesper Verlaat          | Niederlande             | Abwehrspieler     | 07/2012–07/2013: U17 07/2013–07/2015: U19                                             |                                                         | Werder Bremen II           |
| Jannes Vollert          | Deutschland             | Abwehrspieler     | 07/2013–07/2015: U17 07/2015–07/2017: U19                                             |                                                         | Werder Bremen II           |
| Julian von Haacke       | Deutschland             | Mittelfeldspieler | 07/2006–07/2009: Jugend 07/2009–07/2011: U17 07/2011–07/2013: U19                     |                                                         | Werder Bremen II           |
| Alexander Walke         | Deutschland             | Torwart           | 07/1999–07/2001: U19                                                                  |                                                         | Werder Bremen II           |
| Jens Wemmer             | Deutschland             | Abwehrspieler     | 07/2001–07/2004: U19                                                                  |                                                         | Werder Bremen III          |
| Felix Wiedwald          | Deutschland             | Torwart           | 07/1999–07/2005: Jugend 07/2005–07/2007: U17 07/2007–07/2009: U19                     |                                                         | Werder Bremen II           |
| Özkan Yildirim          | Deutschland             | Mittelfeldspieler | 07/2003–07/2008: Jugend 07/2008–07/2010: U17 07/2010–07/2011: U19                     |                                                         | Werder Bremen              |
| Isaiah Young            | Vereinigte Staaten      | Stürmer           | 01/2017–07/2017: U19                                                                  |                                                         | Werder Bremen II           |
| Luca Zander             | Deutschland             | Abwehrspieler     | 07/2006–07/2011: Jugend 07/2011–07/2012: U17 07/2012–07/2014: U19                     |                                                         | Werder Bremen II           |
| Gerhard Zebrowski       | Deutschland             | Stürmer           | –07/1959: U19                                                                         |                                                         | Werder Bremen II           |
| Serhan Zengin           | Deutschland             | Mittelfeldspieler | 1997–07/2004: Jugend 07/2004–07/2006: U17 07/2006–07/2008: U18 07/2008–07/2009: U19   |                                                         | Werder Bremen II           |